# Anamorfizam
Anamorfizam (engl. anamorphosis) predstavlja umetnost crtanja dvodimenzionalnih crteža na asfaltu, ali sa takvim umećem da oni, posmatrani iz određenog ugla, daju iluziju dubine i treće dimenzije.

## Značenje
Reč anamorfizam potiče od dve grčke reči ana (ανα) od prefiksa analitikos (αναλυτικός), što znači vratiti ili ponovo i reči morfi (μορφή),  što znači oblik ili forma.

## Tipovi projekcija
Postoje dva glavna tipa projekcija: perspektivni (kosi) i tip ogledala (katoptični).
Primeri perspektivnog tipa datiraju još iz rane renesanse (15.vek), a primeri tipa ogledala su najpre viđeni u kasnoj renesansi (16.vek).
Sa anamorfizmom ogledala, konično ili cilindrično ogledalo je smešteno na crtež ili sliku kako bi transformisalo ravnu , iskrivljenu sliku u trodimenzionalnu sliku, koja može da bude viđena iz mnogo uglova. Deformisana slika je naslikana na ravnoj površini okružujući ogledalo. Gledajući direktno u ogledalo, slika se javlja nedeformisano. Proces anamorfizma čini mogućim širenje karikatura i scena čarolija za poverljivu javnost.

## Istorija
Leonardovo oko (Leonardo da Vinči, 1485.godina) je najstariji poznati primer perspektive, anamorfizma u modernom dobu. U pećini Lasko (Dordonja, Francuska) na praistorijskim pećinskim slikama se mogu zapaziti tehnike anamorfizma, jer bi kosi uglovi pećine dovodili do iskrivljenih ličnosti na slikama iz perspektive gledaoca. 
Iako je ulična umetnost postojala još u 16. veku, kada su se na ulicama najčešće crtali religijski motivi, ona je usavršavana vekovima, da bi krajem 20. veka umetnici svojim specijalnim kredama mogli stvoriti slike na asfaltu koje deluju nestvarno.

## Slikari
- Edgar Miler
- Kurt Vener
- Džulijan Bever
- Trejsi Li Stum (ginisova rekorderka za najveću uličnu sliku na svetu)